# Svatý Radim

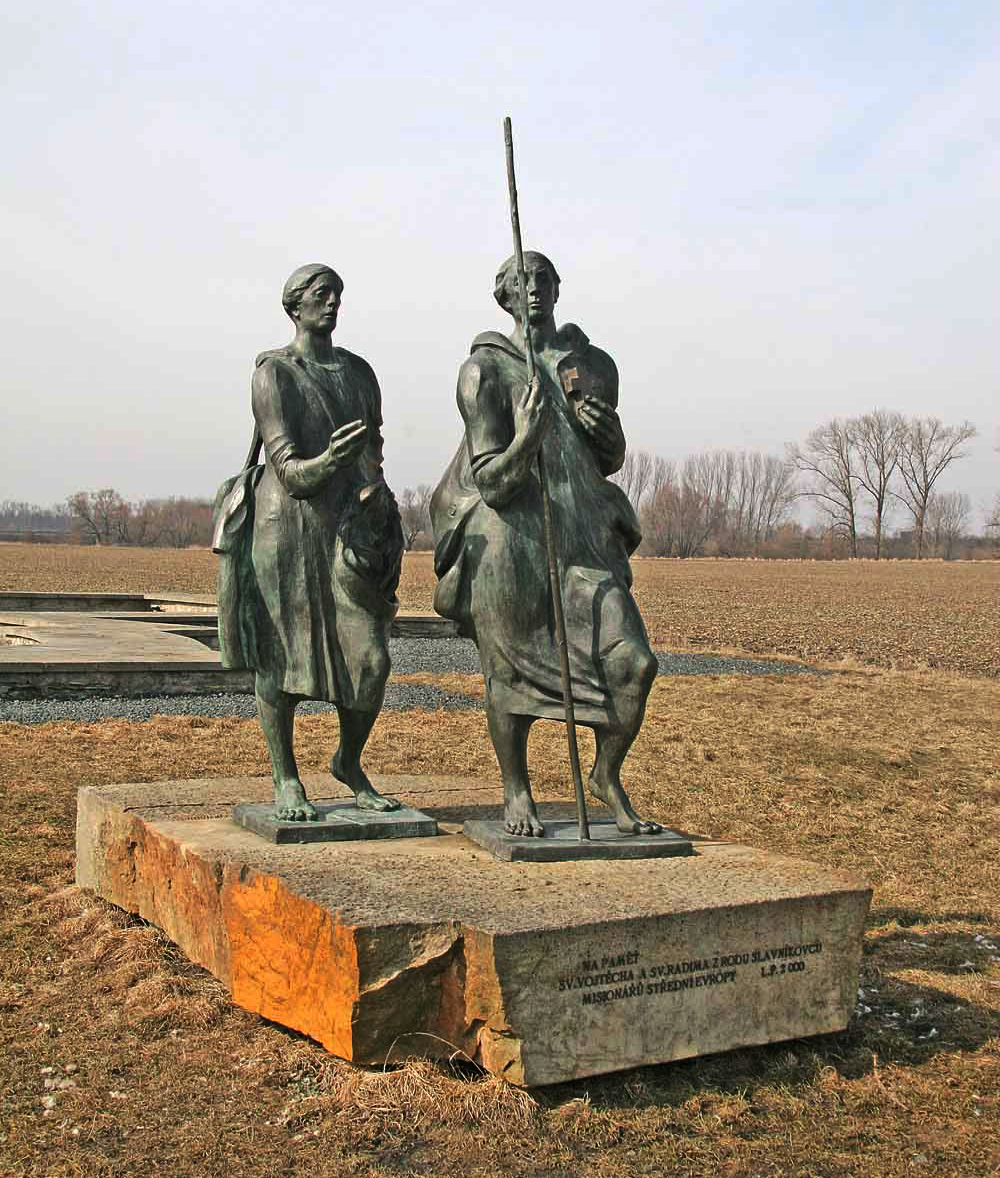
Sousoší sv. Vojtěcha a sv. Radima v Libici nad Cidlinou

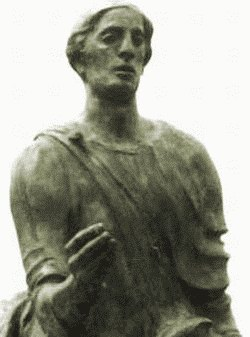
Detail sv. Radima na sousoší v Libici nad Cidlinou

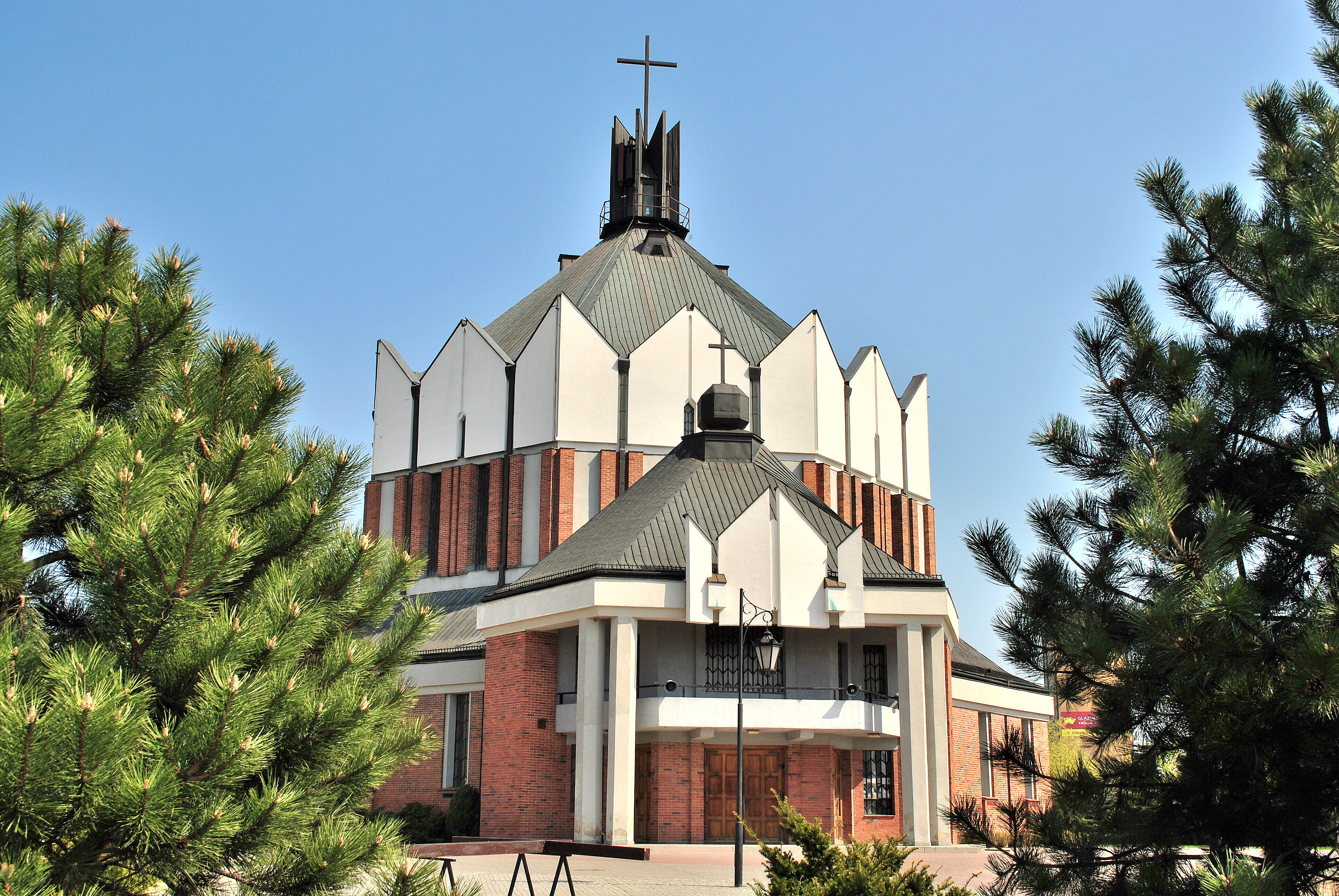
Nový farní kostel sv. Radima ve Hnězdně

Svatý Radim (lat., něm. Gaudentius, pol. Radzim Gaudenty) (před 970 – pravděp. po 1006) byl synem Slavníka, polorodý bratr svatého Vojtěcha a první arcibiskup hnězdenský.

## Biografie
Radim byl levobočkem, nemanželským synem knížete Slavníka. Přesné datum jeho narození není známo, ale většina historiků uvádí rozmezí let 960–970, přičemž vychází zejména z faktu, že v době jmenování arcibiskupem musel mít nejméně 30 let. Rok úmrtí rovněž není znám, nejčastěji se uvádějí roky 1006, 1011, 1016, 1020 a 1022.
Informací o jeho životě je podstatně méně, než je tomu u jeho bratra sv. Vojtěcha, neboť se pohyboval téměř výhradně v jeho společnosti, a tím pádem je svým bratrem poněkud zastíněn. Ani žádný z jeho současníků nenapsal jeho životopis. Vzdělání získal stejně jako Vojtěch v Magdeburku. Někteří vědci uvádějí, že v Magdeburku studoval společně s Vojtěchem, avšak vzhledem k jejich věkovému rozdílu je to málo pravděpodobné.
Po zvolení Vojtěcha biskupem (19. února 982) pracoval Radim v jeho rezidenci a od té doby byl téměř nepřetržitě po jeho boku. Roku 988 s ním odešel do Itálie s úmyslem pokračovat dále do Svaté země. Dostali se však pouze do benediktinského kláštera na Monte Cassinu, odkud se vrátili do Říma. Tam spolu s bratrem vstoupil do benediktinského kláštera sv. Bonifáce a Alexia na Aventině a přijal řeholní jméno Gaudentius (990). V roce 992 se s Vojtěchem vrátil do Prahy a zakrátko (v roce 994) ji znovu opustili. Vyvraždění Slavníkovců o rok později bylo důvodem, proč se oba bratři do Čech už nikdy nevrátili.
Vojtěcha doprovázel až do jeho smrti 23. dubna 997, jíž byl očitým svědkem. Radim sám byl pohanskými Prusy zajat. Po propuštění ze zajetí odešel k polskému králi Boleslavovi Chrabrému a postaral se o to, aby tělo jeho bratra bylo získáno zpět.
V roce 999 byl v Římě vysvěcen na biskupa a r. 1000 se stal arcibiskupem v Hnězdně, avšak o jeho působení tam neexistují žádné zprávy. Měl velký podíl na vzniku svatovojtěšské hagiografie – jako její hlavní informátor.
Po Radimově smrti byly jeho ostatky uloženy v bazilice Nanebevzetí Panny Marie v Hnězdně. V roce 1039 je získal jako válečnou kořist během tažení do Polska český kníže Břetislav I. a společně s ostatky sv. Vojtěcha a Pěti svatých bratří je převezl do Čech a uložil v kryptě sv. Kosmy a Damiána v chrámu svatého Víta. V roce 2007 byla část Radimových ostatků do Hnězdna na žádost tamního arcibiskupa Henrika J. Muszynského navrácena; je umístěna v hnězdenské katedrále v novém relikviáři, odlitém z bronzu a následně postříbřeném. V letech 1983–1995 byl také ve Hnězdně postaven nový farní kostel, zasvěcený sv. Radimovi.

## Inspirace v umění
- Sousoší svatého Vojtěcha a Radima od Vojtěcha Adamce a Marie Adamcové je umístěno od roku 2000 v Libici nad Cidlinou.[3]
- Sousoší sv. Vojtěcha, Radima a Radly od Karly Vobišové-Žákové je od roku 2018 v pražské katedrále svatého Víta, Václava a Vojtěcha.[4]

## Jméno Radim
Jméno Radim je slovanského původu a za jeho latinskou obdobu je považováno jméno Gaudentius (gaudete = radovat; nositelem tohoto jména byl např. sv. Gaudentius, který se asi roku 346 stal biskupem v Rimini). 

## Liturgická oslava
Svátek se slaví 25. srpna, což byl den přenesení Radimových ostatků (současně s ostatky sv. Vojtěcha a Pěti svatých bratří) v roce 1039 do Prahy. V antverpském benediktinském kalendariu byl jako den památky sv. Radima uváděn 5. leden, podle úpravy Českého liturgického kalendáře z roku 1973 je nezávazná památka stanovena na 12. říjen.
Pravoslavné církve ctí památku svatého Radima 5. ledna.